# Stiftung Fairchance
Die Stiftung Fairchance ist eine gemeinnützige Stiftung bürgerlichen Rechts und wurde im Dezember 2009 in Berlin gegründet.  Zwischenzeitliche Geschäftsführerin war die ehemalige Landesministerin für Integration des Bundeslandes Baden-Württemberg Bilkay Öney.

## Ziele
Zweck ist die Förderung der Kinder- und Jugendhilfe. Die Stiftung ist hauptsächlich operativ tätig und engagiert sich besonders im Bereich Sprach- und Integrationsförderung von Kindern.

## Aktivitäten
Die Stiftung konzipierte das Sprachförderprogramm MITsprache und setzte dieses ursprünglich ab 2011 als Modellprojekt an Grundschulen und Kindertagesstätten in Berlin-Gesundbrunnen um. Das Programm ist einer von 52 Preisträgern im Wettbewerb Ideen für die Bildungsrepublik der Initiative Deutschland – Land der Ideen im Wettbewerbsjahr 2012/2013 und erhielt 2014 einen von 12 Primus-Preisen der Stiftung Bildung und Gesellschaft.

## Sprachförderprogramm MITsprache
In Berlin wird das Sprachförderprogramm MITsprache an 42 Kitas und Grundschulen durchgeführt. Dabei wird das Programm im Bezirk Berlin-Mitte seit Juni 2016 durch das behördliche Sprachförderzentrum Berlin-Mitte an neun Schulen sowie an 14 Kitas am Übergang Kita-Schule erfolgreich eingesetzt.
Im August 2022 gab die Stadt Hamburg die Implementierung des Sprachförderprogrammes MITsprache an 32 Grundschulen bekannt.
Stand 2022 wird das institutionenübergreifende Sprachförderprogramm an 104 Einrichtungen deutschlandweit angeboten.

## Wissenschaftliche Evaluation
Die regelmäßige Evaluation des Sprachförderprogrammes sowie die wissenschaftliche Implementationsbegleitung übernahm in den Jahren 2011 bis 2015 die Ludwig-Maximilians-Universität München, die abschließend einen signifikanten Zuwachs der Sprachkompetenzen der teilnehmenden Kinder bescheinigte.

## Unterstützer
Die Stiftung wird unter anderem von Dennenesch Zoudé als Schirmherrin, Joachim Löw, Norbert Bisky, Werner Gegenbauer, Markus Peichl und Boris Pfeiffer unterstützt.